# Brachycerus estriatus
Brachycerus estriatus är en skalbaggsart som beskrevs av Haaf 1957. Brachycerus estriatus ingår i släktet Brachycerus, och familjen Brachyceridae.
Artens utbredningsområde är Angola. Inga underarter finns listade i Catalogue of Life.